# Abú Zabí (emirát)
Abú Zabí (arabsky إمارة أبو ظبي‎, doslovně „otec gazely“), též Abu Dhabí, je nejzápadnější, největší a nejbohatší ze sedmi členských států Spojených arabských emirátů (SAE). Zároveň je to jeden ze šesti zakládajících států této federace. Emirát je situován na jihozápadním pobřeží Perského zálivu a zabírá plochu 73 060 km². Před pobřežím emirátu se nachází 200 přilehlých ostrovů. Na jednom z nich byla vybudována metropole emirátu, město Abú Zabí. V emirátu převládá poušť a proto má také nízkou hustotu osídlení s relativně malým počtem roztroušených sídel. Na jihu emirátu na okraji pouště Rub al-Chálí se však nachází rozsáhlá osídlená oáza Liwa.
Ve stejnojmenném hlavním městě emirátu sídlí prezident SAE Muhammad ibn Zájid Ál Nahján, který je zároveň vládcem emirátu Abú Zabí. Nachází se zde také sídlo vlády i federálních úřadů Spojených arabských emirátů. Město Abú Zabí je hlavním obchodním a kulturním střediskem emirátu.

## Členění emirátu
Emirát se člení na tři oblasti:
- Abú Zabí s hlavním městem Abú Zabí
- Al Ajn s hlavním městem Al Ajn
- Al Dhafra s hlavním městem Madinat Zayed

## Obyvatelstvo

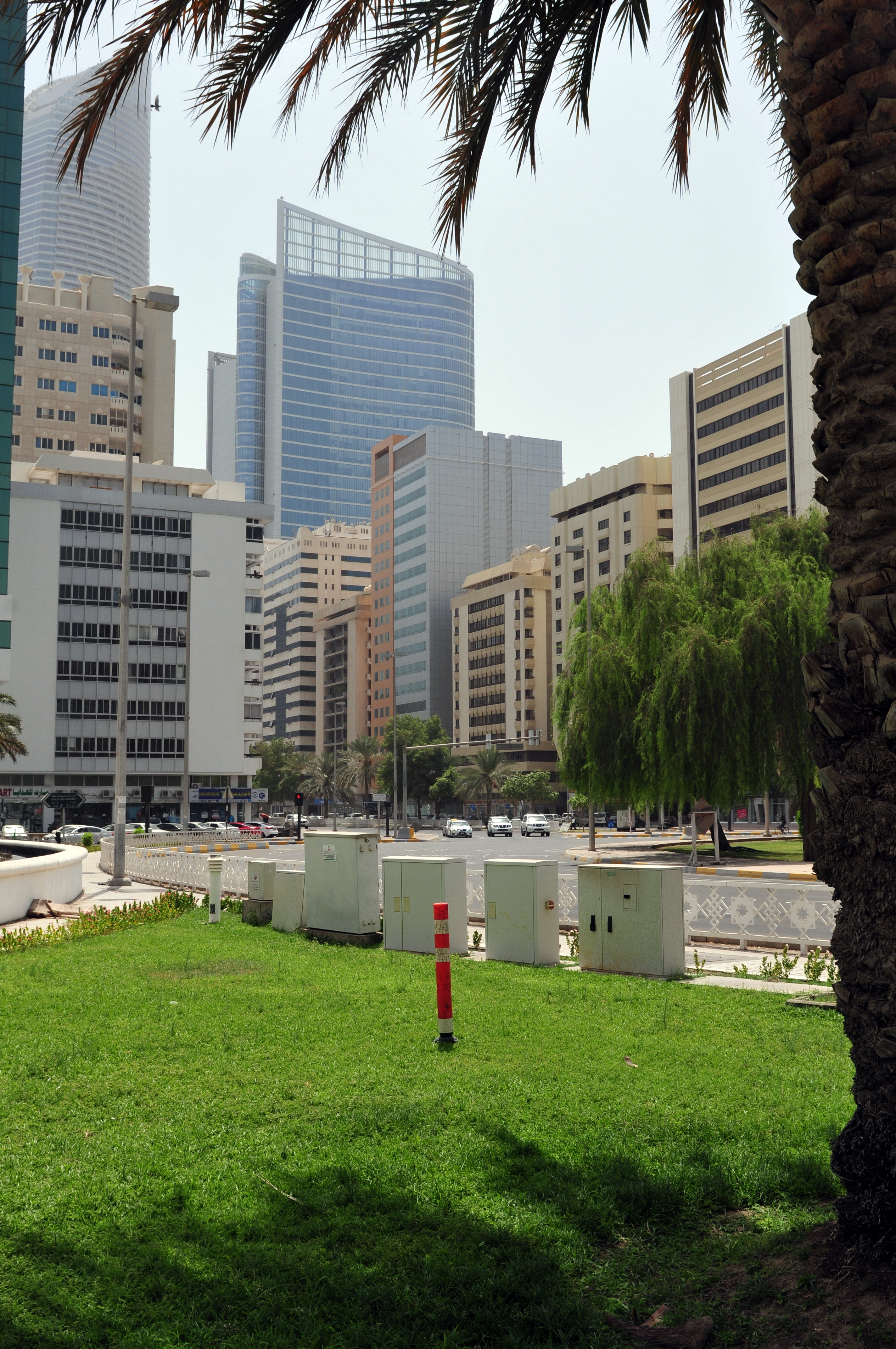
Abú Zabí v roce 2013

Vývoj počtu obyvatel a hustoty zalidnění zachycuje tabulka:
| rok  | způsob  | počet obyvatel | hustota zalidnění |
| ---- | ------- | -------------- | ----------------- |
| 1980 | sčítání | 451 848        | 6,2               |
| 1985 | sčítání | 566 036        | 7,7               |
| 1995 | sčítání | 942 463        | 12,9              |
| 2005 | sčítání | 1 399 484      | 19,2              |
| 2010 | odhad   | 1 967 659      | 26,9              |
| 2013 | odhad   | 2 453 096      | 33,6              |

## Poštovní známky
Od roku 1964 vydávala poštovní známky označené „Abu Dhabi“ poštovní správa Velké Británie. Po vypršení smlouvy na konci roku 1966 ve vydávání poštovních známek pokračoval sám emirát. Jako jediný z emirátů SAE nesvěřil vydávání známek nějaké agentuře a ty se tak bez problémů dostaly do světových katalogů. Celkový počet vydaných rozdílných známek se zastavil v roce 1972 na čísle 95. Od roku 1972 jsou poštovní známky používané v emirátu vydávány Spojenými arabskými emiráty.